# Torre Beretti e Castellaro
Torre Beretti e Castellaro ist eine Gemeinde mit 505 Einwohnern (Stand 31. Dezember 2023) in der Provinz Pavia in der italienischen Region Lombardei. Die Gemeinde liegt in der Lomellina, dem nördlichen bzw. nordwestlichen Teil der Poebene und grenzt an die Provinz Alessandria.

## Verkehr
Die Gemeinde liegt an der ehemaligen Staatsstraße 494.
Der Bahnhof Torreberetti liegt an der Bahnstrecke Alessandria–Novara–Arona und ist Ausgangspunkt der Bahnstrecke Pavia–Torreberetti; auf dieser zweiten Strecke lag bis 2003 der Haltepunkt Castellaro.

## Ortsteile
Im Gemeindegebiet liegen der Hauptort Torre Beretti und die Fraktion Castellaro de’ Giorgi.